# Call Me Every Day
"Call Me Every Day" é uma canção do cantor e compositor estadunidense Chris Brown com a participação especial do cantor e compositor nigeriano WizKid. Foi lançado em 17 de junho de 2022 pela editora discográfica RCA Records como terceira música de trabalho do seu décimo álbum de estúdio Breezy.

## Desempenho nas paradas musicais
| Gráfico (2022)                               | Melhor posição |
| -------------------------------------------- | -------------- |
| África do Sul (RISA)                         | 16             |
| Estados Unidos (Billboard Hot 100)           | 76             |
| Estados Unidos (Billboard R&B/Hip-Hop Songs) | 20             |
| Mundo (Billboard Global 200)                 | 103            |
| Nova Zelândia (RMNZ Hot Singles)             | 10             |
| Países Baixos (Single Tip)                   | 16             |
| Reino Unido (UK Singles Chart)               | 53             |
| Reino Unido (OCC UK R&B)                     | 18             |

## Histórico de lançamento
| País           | Data                | Formato                         | Gravadora | Referência |
| -------------- | ------------------- | ------------------------------- | --------- | ---------- |
| Estados Unidos | 17 de junho de 2022 | fluxo de mídia descarga digital | RCA CBE   | [ 11 ]     |